# Rádio Trânsito
Rádio Trânsito foi uma emissora de rádio brasileira com sede na cidade de São Paulo, capital do estado homônimo, especializada em prestar serviços e informações sobre o trânsito das vias da capital e região metropolitana aos seus ouvintes. A emissora possuía outorga na cidade de Mogi das Cruzes e operava na frequência de rádio FM em 92.1 MHz para os ouvintes na Região Metropolitana de São Paulo. A concessão da emissora pertencia a Rádio Metropolitana, também de Mogi das Cruzes, controlada pela família Sanzone.
A rádio foi inaugurada no dia 12 de fevereiro de 2007, fruto de uma parceria entre o Grupo SulAmérica, a MPM Propaganda e o Grupo Bandeirantes de Comunicação, fazendo com que a rádio se apresentasse como "Rádio SulAmérica Trânsito", usando o naming rights da seguradora parceira. Porém, com o fim da parceira com a SulAmérica em 1.º de julho de 2016, a emissora passou a se chamar apenas "Rádio Trânsito", continuando sendo operada pelo Grupo Bandeirantes de Comunicação. Entre novembro de 2016 e maio de 2018, a rádio usou o naming right da distribuidora Caçula de Pneus.

## História
A frequência de FM 92.1 MHz é uma concessão pertencente a família Sanzone, cujos membros são donos de emissoras como a Metropolitana FM, outorgada na cidade de São Paulo, e a Rádio Metropolitana, oriunda de Mogi das Cruzes. A concessão em FM desta rádio foi outorgada em 14 de agosto de 1980.
Inicialmente, a frequência transmitiu a programação da Metropolitana FM local, depois virou a 92 FM, até a mudança da rádio Líder FM de 104.1 MHz (frequência que hoje abriga a Top FM) para 92.1 MHz em 1995. A rádio encerrou as suas atividades em 1999, quando a frequência passou a ser arrendada para o Grupo Record, que no lugar da emissora lançou a Emoção FM, com programação popular. Após o término do projeto da Emoção FM, a frequência foi novamente arrendada, dessa vez para a Igreja Pentecostal Deus É Amor.
Com o sucesso da Oi FM - rede de rádio com naming rights da operadora Oi - o Grupo Bandeirantes de Comunicação decidiu se aventurar no mercado lançando uma nova emissora com naming rights da seguradora SulAmérica, ao lado da empresa de publicidade MPM Propaganda. O resultado final da parceria colocou no ar a Rádio SulAmérica Trânsito, primeira emissora especializada em informações do trânsito do Brasil, que teve a sua estreia em 12 de fevereiro de 2007.
A parceria que mantinha os naming rights da SulAmérica na rádio foi encerrada em 1.º de julho de 2016, quando a rádio passou a se identificar apenas como "Rádio Trânsito". A rádio voltou a ter naming rights em novembro, após fechar uma parceria com a distribuidora Caçula de Pneus, fazendo com que a emissora passasse a se identificar como "Rádio Trânsito Caçula de Pneus". Por não renovar o contrato com o Grupo Bandeirantes, a Caçula de Pneus deixou de fazer parte do nome da rádio, que voltou a se identificar apenas como "Rádio Trânsito" em maio de 2018.
Em fevereiro de 2020 a emissora chegou a mudar de nome, identificando-se apenas como "92.1 FM" porém em 9 de março ela voltou a se chamar "Rádio Trânsito".[carece de fontes?]
Devido à massificação do uso dos aplicativos de rota, a emissora encerrou suas atividades no dia 22 de julho de 2020 e foi substituída pela Play FM, novo projeto de rádio do Grupo Bandeirantes. Chamadas de expectativa foram veiculadas até o dia 31 de julho de 2020, quando a nova emissora entrou no ar.

## Programação
A programação da emissora era composta por boletins de trânsito ao vivo das ruas de São Paulo com indicação de rotas alternativas, além de destinar horários durante a madrugada para apresentar uma programação musical. Os ouvintes da emissora podiam colaborar com informações sobre o trânsito através de SMS, redes sociais e por meio de um portal de voz via telefone. A rádio também tinha uma parceria com o aplicativo de mapas Waze, que fornece informações sobre o trânsito. Além disso, a programação musical da emissora seguia a linha adulto-contemporânea.
Desde junho de 2019 a programação matutina da emissora, entre 7h e 10h, passou a abrigar a retransmissão de conteúdo da Rádio Bandeirantes, sobretudo o Primeira Hora e o Jornal Gente. A medida, a princípio, seria para complementar a cobertura da Bandeirantes da Copa América de 2019 mas a mudança se tornou permanente após o evento. As informações sobre o trânsito passaram a ser dadas nos intervalos dos programas.

### Retrovisor
Desde novembro de 2015, a Rádio Trânsito veiculava o programa Retrovisor, apresentado pelos jornalistas Ronald Gimenez, Felipe Bueno e Juliana Furtado, indo ao ar na emissora de segunda a sexta-feira, das 17h às 18h.
Além das informações sobre o trânsito da Região Metropolitana de São Paulo, o programa discutia um tema diário relacionado à memória afetiva dos ouvintes, como músicas, roupas, comidas, jogos, brinquedos, gírias, entre outros assuntos, permitindo também interação do ouvinte através de telefone, e-mail e WhatsApp.
Em janeiro de 2019, o programa mudou de horário, passando a ir ao ar das 17h às 19h. Em setembro, novas alterações: Felipe Bueno deixou a emissora (ficando só na BandNews FM) e o programa passou a ter trilha sonora, embalado pelos grandes sucessos dos anos 1980 e 1990, como complemento à finalidade do programa.
Em 18 de abril de 2020 o programa chegou a ganhar uma edição aos sábados, transmitida pela Rádio Bandeirantes, porém em junho, após a retomada das jornadas esportivas na Europa (e depois no Brasil) devido à pandemia de COVID-19, foi extinta.
O programa foi extinto em 24 de julho de 2020, dois dias após o fim da Rádio Trânsito, com uma edição especial lembrando a história do Retrovisor e também da emissora. Para esta ocasião, Felipe Bueno retornou à atração que ajudou a criar para poder participar das homenagens e matar as saudades.